# Divisão Chernyshev
A Divisão Chernyshev é uma divisão da Liga Continental de Hóquei, parte da conferência leste. Ela existe desde a segunda temporada e é formada por oito clubes. Seu nome é uma homenagem ao ex-jogador de hóquei russo Arkady Chernyshev.

## Divisão alinhamento
Clubes atuais da Divisão Chernyshev:
- Admiral Vladivostok
- Amur Khabarovsk
- Avangard Omsk
- Barys Astana
- Kunlun Red Star
- Metallurg Novokuznetsk
- Salavat Yulaev Ufa
- Sibir Novosibirsk

## Campeões da divisão
- 2016:  Avangard Omsk (27–14–6–13, 106 pontos)
- 2015:  Sibir Novosibirsk (34–20–3–3, 111 pontos)
- 2014:  Barys Astana (26–18–6–4, 94 pontos)
- 2013:  Avangard Omsk (26–11–9–6, 102 pontos)
- 2012:  Avangard Omsk (26–18–5–5, 93 pontos)
- 2011:  Avangard Omsk (31–9–11–3, 118 pontos – Campeão da Continental Cup)
- 2010:  Salavat Yulaev Ufa (37–8–7–4, 129 pontos – Campeão da Continental Cup)
- 2009:  Ak Bars Kazan (36–10–6–4, 122 pontos)

## Campeões da Copa Gagarin
- 2011:  Salavat Yulaev Ufa
- 2009:  Ak Bars Kazan